# Çamlıbel, Kavaklıdere
Çamlıbel là một thị trấn thuộc huyện Kavaklıdere, tỉnh Muğla, Thổ Nhĩ Kỳ. Dân số thời điểm năm 2011 là 1.284 người.